# محمدعلی دوایی فر
محمدعلی دوایی‌فر (زاده دزفول) شهردار سابق دزفول، خرمشهر، بروجرد، مناطقی از مشهد و اهواز و همچنین قائم‌مقام سابق شهرداری کلانشهر اهواز می‌باشد. وی در دهه هشتاد و یک مرتبه در دهه نود شهردار دزفول بود و دگرگونی دزفول و بروجرد به شهری مدرن و گردشگری، در دوره دوایی‌فر رخ داد.

## سوابق اجرایی
محمد علی دوایی‌فر تاکنون سمت‌های گوناگونی از جمله شهردار دزفول، شهردار خرمشهر، شهردار بروجرد، شهردار مناطق ۳ و ۹ مشهد، شهردار منطقه چهار اهواز، رئیس دفتر فنی فرمانداری دزفول، مدیرعامل آب و فاضلاب شهرستان دشت آزادگان و قائم مقام و معاونت فنی و عمرانی شهرداری اهواز را در عناوین و رزومه کاری خود دارد.
همچنین دوایی فر در دوران کاری خود در شهرداری ها ۴ مرتبه به عنوان شهردار نمونه کشوری انتخاب شده است.
وی یکی از افراد تاثیر گذار به لحاظ عمرانی در شهر دزفول و همچنین شهرستان بروجرد بوده است و لقب سردار سازندگی را به ایشان داده اند.

## ارتباط با نماینده دزفول
دوایی‌فر تاثیرگذارترین شخص در انتخاب شدن سید احمد آوایی به عنوان نماینده دزفول در انتخابات سال ۱۳۹۸ بود. 

## توسعه دزفول و بروجرد

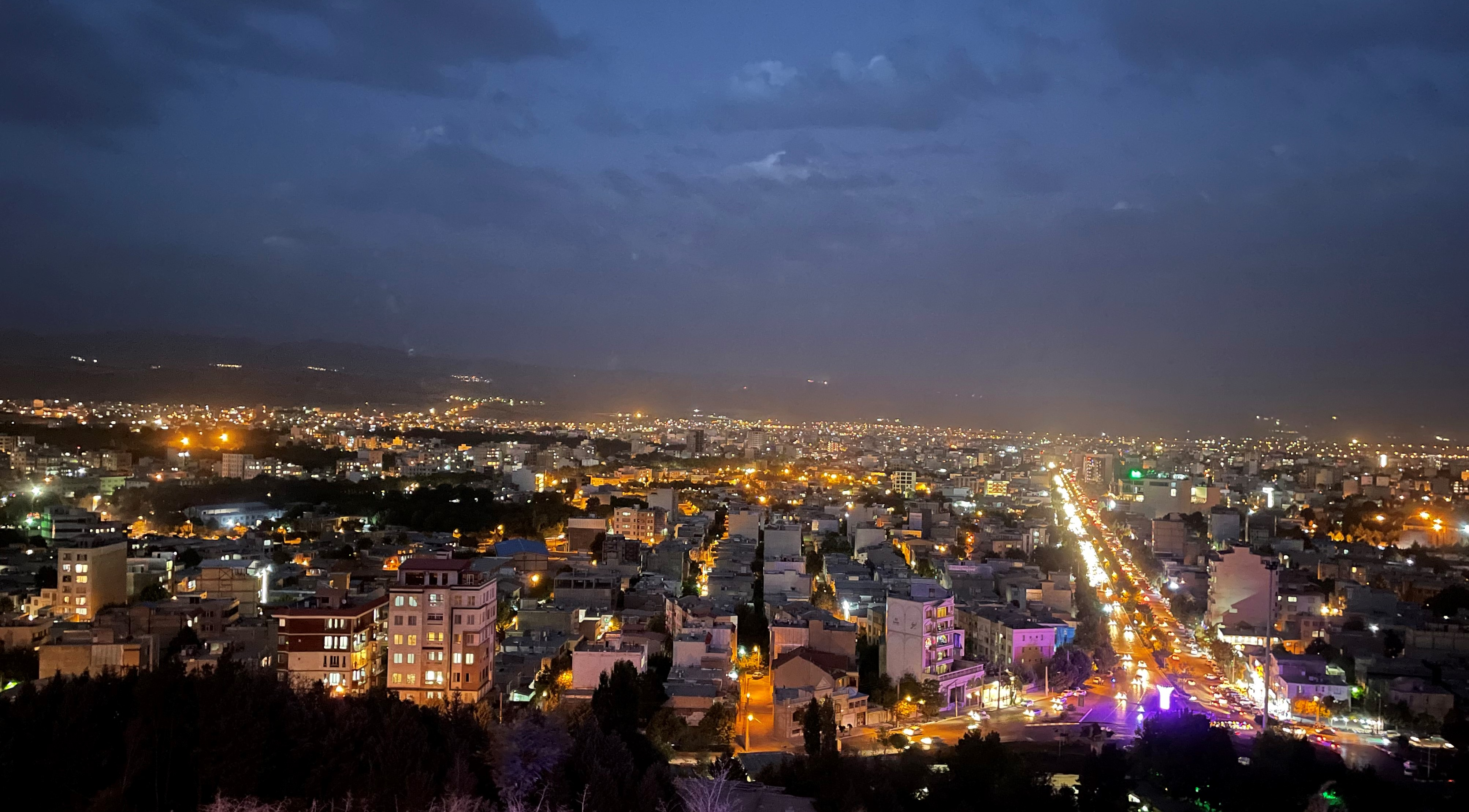
نمایی از شهر بروجرد از ناحیه تپه چغا

با انتصاب دوایی‌فر به شهرداری بروجرد، توسعه گردشگری و زیرساختی این شهر سرعت گرفت. از پروژه‌هایی که در دوره وی در بروجرد اجرا شدند می‌توان به پروژه پارک سماور و همچنین پروژه بزرگ پارک، آبشار و دریاچه مصنوعی تپه چغا بروجرد اشاره کرد. اين نقاط هم‌اکنون بعنوان مركز ثقلی برای اجرای پروژه‌های شهری و عمرانی آینده بروجرد مطرح هستند و از مکان‌های گردشگری ویژه و پرطرفدار بروجرد به شمار می‌روند.

### شهرداری دزفول

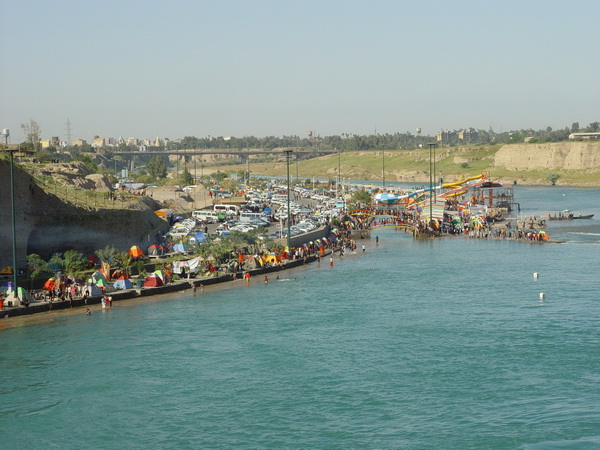
تفریح‌گاه بزرگ ساحلی دز(معروف به علی کله) که در دوره دوایی‌فر ایجاد شد

دزفول نیز در دوره اول شهرداری محمدعلی دوایی‌فر در دهه هشتاد از نظر گردشگری و توسعه شهری دگرگون شد. پروژه بزرگ تفریحگاه ساحلی علی کله(دز)، بوستان ساحلی رعنا، بوستان خانواده، بوستان انرژی، بوستان آرامش، بوستان ساحلی برکه، بوستان ساحلی علی مالک، پارکینگ طبقاتی شریعتی، ورزشگاه هزاره سوم(شهید سوداگر)، تعدادی از زیرگذرهای دزفول و پل پنجم در دوره شهرداری وی آغاز و یا به پایان رسیدند.

## استعفای شهردار خرمشهر و انتصاب دوایی
در پی خودسوزی یک شهروند خرمشهری مقابل شهرداری خرمشهر، شهردار این شهر استعفا داد اما ماجرا به این ختم نشد و در اوایل آبان ماه، وزارت کشور رای شورای حل اختلاف استان مبنی بر انحلال شورای شهر خرمشهر به این دلیل که اعضای این شورا نتوانستند برابر وظیفه قانونی خود در انتخاب شهردار، عمل کنند را تایید کرد.
در نهایت با انتصاب دوایی‌فر بعنوان شهردار خرمشهر، اوضاع شهرداری این شهر به روال عادی بازگشت.